# Eukiefferiella seiryuefea
Eukiefferiella seiryuefea är en tvåvingeart som beskrevs av Sasa, Suzuki och Sakai 1998. Eukiefferiella seiryuefea ingår i släktet Eukiefferiella och familjen fjädermyggor. Inga underarter finns listade i Catalogue of Life.